# Pieve di Sant'Agata (Sant'Agata)
La pieve di Sant'Agata è un luogo di culto cattolico che si trova a Sant'Agata di Mugello, frazione del comune di Scarperia e San Piero, in provincia di Firenze.
È documentata dal 984, ma potrebbe essere sorta su una chiesa precedente, come indicano i resti di un precedente edificio databile al IV-V secolo sotto l'attuale pavimento. La chiesa venne ricostruita nel XII secolo, forse alla metà del secolo, come si desume dalla data 1175 incisa su uno degli specchi dell'antico pulpito, e corrisponde all'attuale. Nel 1542 subì il primo forte terremoto che colpì particolarmente il campanile, seguito da un secondo nel 1611, ai quali seguirono restauri e rimaneggiamenti. Tra 1608 e 1611 il pievano Tolomeo Nozzolini volle rendere la chiesa più moderna, adeguandola anche ai nuovi criteri controriformistici: l'interno e l'esterno vennero intonacati; il presbiterio, che era rialzato, venne abbassato, smantellando anche il pulpito antico; gli altari lignei vennero sostituiti con quelli in pietra che accolsero nuovi, moderni dipinti.

## Descrizione

### Esterno
La facciata, con un profilo a capanna, nasconde la divisione interna in tre navate. Insolite le decorazioni esterne, la scacchiera sul lato sinistro, e la lunetta, in marmo verde con croce in pietra alberese, sopra il portale di accesso, incorniciato da stipiti scanalati. Al corpo della chiesa, sul lato settentrionale, si trova il campanile a torre con pianta quadrangolare: la struttura, però, è stata fortemente danneggiata dal terremoto del 1542 ed è ormai notevolmente più bassa di quella originale.

### Interno
L'interno, diviso in tre navate, si conclude con una scarsella quadrangolare affiancata da due cappelle. Non frequente in questo tipo di chiese è la particolare ed ampia copertura a capriate lignee, che poggia direttamente sui pilastri, conferendo un senso di ampia spazialità all'ambiente. Alla base dei principali altari della navata e delle absidi si conserva parte della decorazione medievale databile al tardo XII secolo, consistente in pannelli marmorei intarsiati con motivi ad archeggiature ed anfore. Altri frammenti degli arredi medievali si trovano invece sparsi in diversi punti della chiesa.
In controfacciata, a destra è l'altare reliquiario di Sant'Agata, la cui struttura superiore recupera parti architettoniche dello smembrato pulpito. All'interno una singolare composizione di tavole dipinte, la maggior parte delle quali sono di Jacopo di Cione, del 1383 e facevano parte del polittico che era all'altare maggiore: la Sant'Agata e la Santa Lucia al centro (ma la Santa Caterina d'Alessandria a destra risale al XV secolo). Al di sopra sono raffigurati San Martino, San Biagio, San Benedetto, San Giuliano, l’Angelo annunziante e la Vergine annunziata.
Sempre in controfacciata, ma a sinistra, è il recinto del fonte battesimale formato dai pannelli marmorei che recano la data 1175 e che provengono anch'essi dal pulpito del XII secolo; le sette specchiature superstiti, inquadrate da una cornice marmorea, sono finemente scolpite a palmette e decorate con intarsi in marmo verde di Prato e pietra calcarea bianca. Anche il telamone raffigurante San Marco Evangelista faceva parte dello stesso complesso, che aveva il suo modello nell'ambone della Basilica di San Miniato al Monte. All'altare è una Scena di Battesimo databile agli anni venti del Seicento, opera di Simone Sacchettini, documentato solo qui ma non altrimenti noto allievo di Cristofano Allori.
Nella cappella absidale destra si trova la Madonna col Bambino di Jacopo di Cione, parte centrale del polittico già all'altare maggiore. In quella sinistra è invece collocato un Crocifisso ligneo riferito a Francesco di Simone Ferrucci. Fra le altre opere, si segnala anche una tavola di Bicci di Lorenzo con le Nozze mistiche di Santa Caterina d'Alessandria.

### Organo a canne
Dietro l'altare maggiore, la scarsella rettangolare che ha sostituito l'originale abside romanica ospita l'organo a canne, costruito dalla ditta Costamagna di Milano nel 1966.
Lo strumento, a trasmissione elettropneumatica, ha due tastiere di 61 note ciascuna ed una pedaliera concavo-radiale di 32. La sua disposizione fonica è la seguente:
| Prima tastiera - Grand'Organo |        |
| Principale                    | 8'     |
| Flauto                        | 8'     |
| Voce umana                    | 8'     |
| Ottava                        | 4'     |
| Decimaquinta                  | 2'     |
| Ripieno                       | 6 file |
| Tromba                        | 8'     |

| Seconda tastiera - Espressivo |        |
| Viola                         | 8'     |
| Celeste 2 file                | 8'     |
| Bordone                       | 8'     |
| Flauto                        | 4'     |
| Nazardo                       | 2.2/3' |
| Silvestre                     | 2'     |
| Terza                         | 1.3/5' |
| Ripieno                       | 3 file |
| Oboe                          | 8'     |
| Tremolo                       |        |

| Pedale  |     |
| Bordone | 16' |
| Bordone | 8'  |
| Flauto  | 4'  |
| Tromba  | 8'  |
| Clarone | 4'  |

## Galleria d'immagini

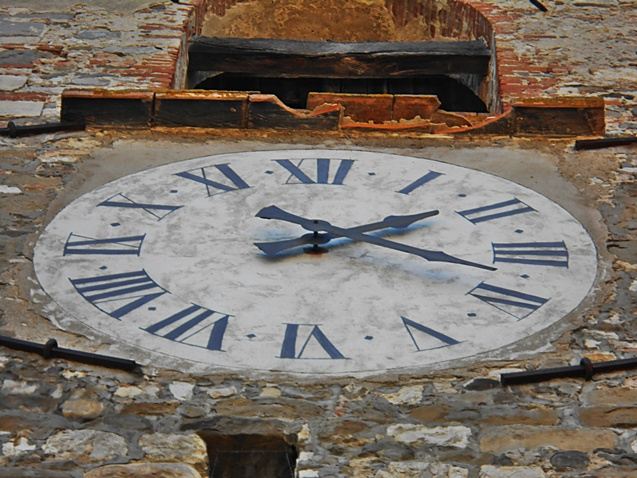
Orologio del campanile
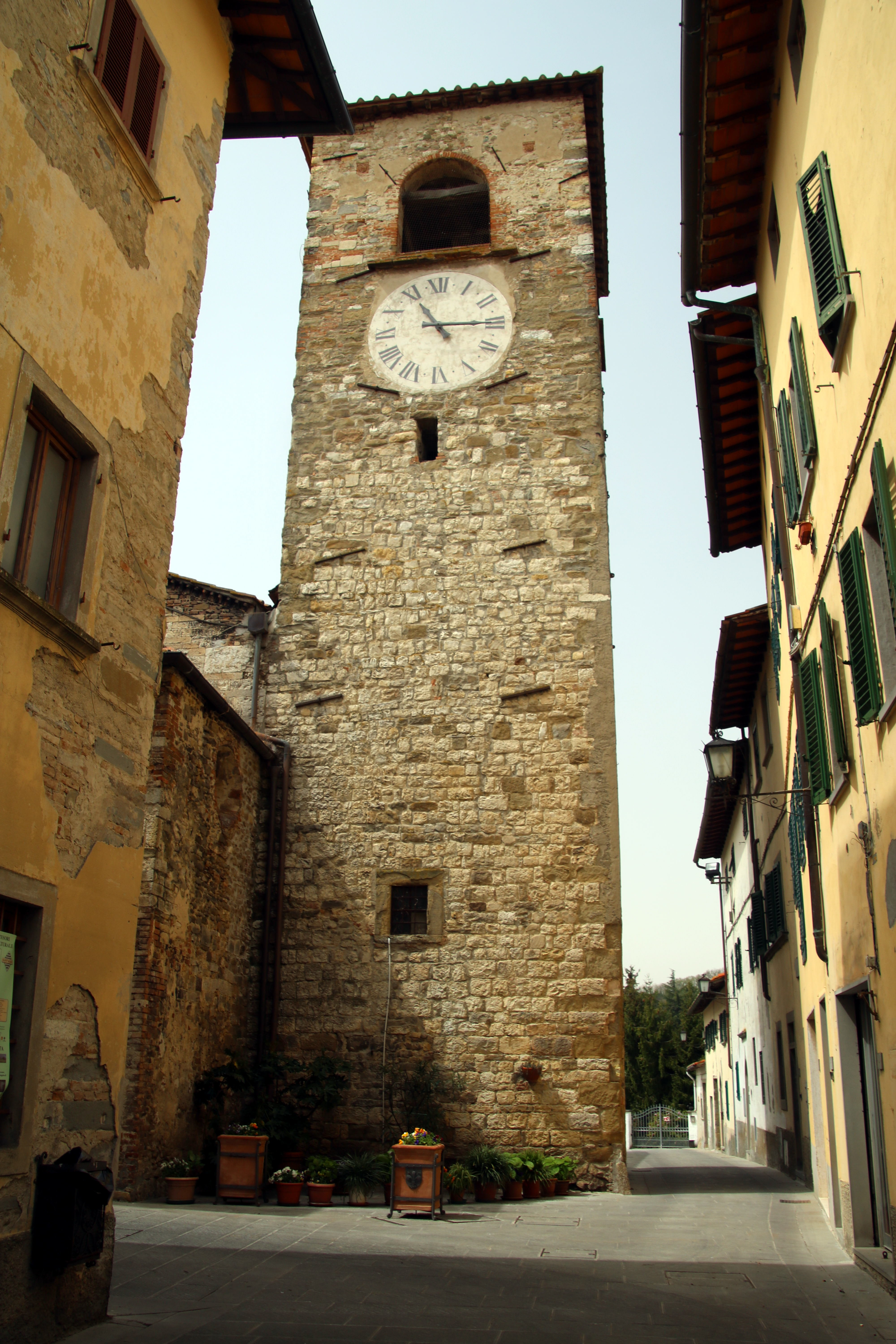
Campanile
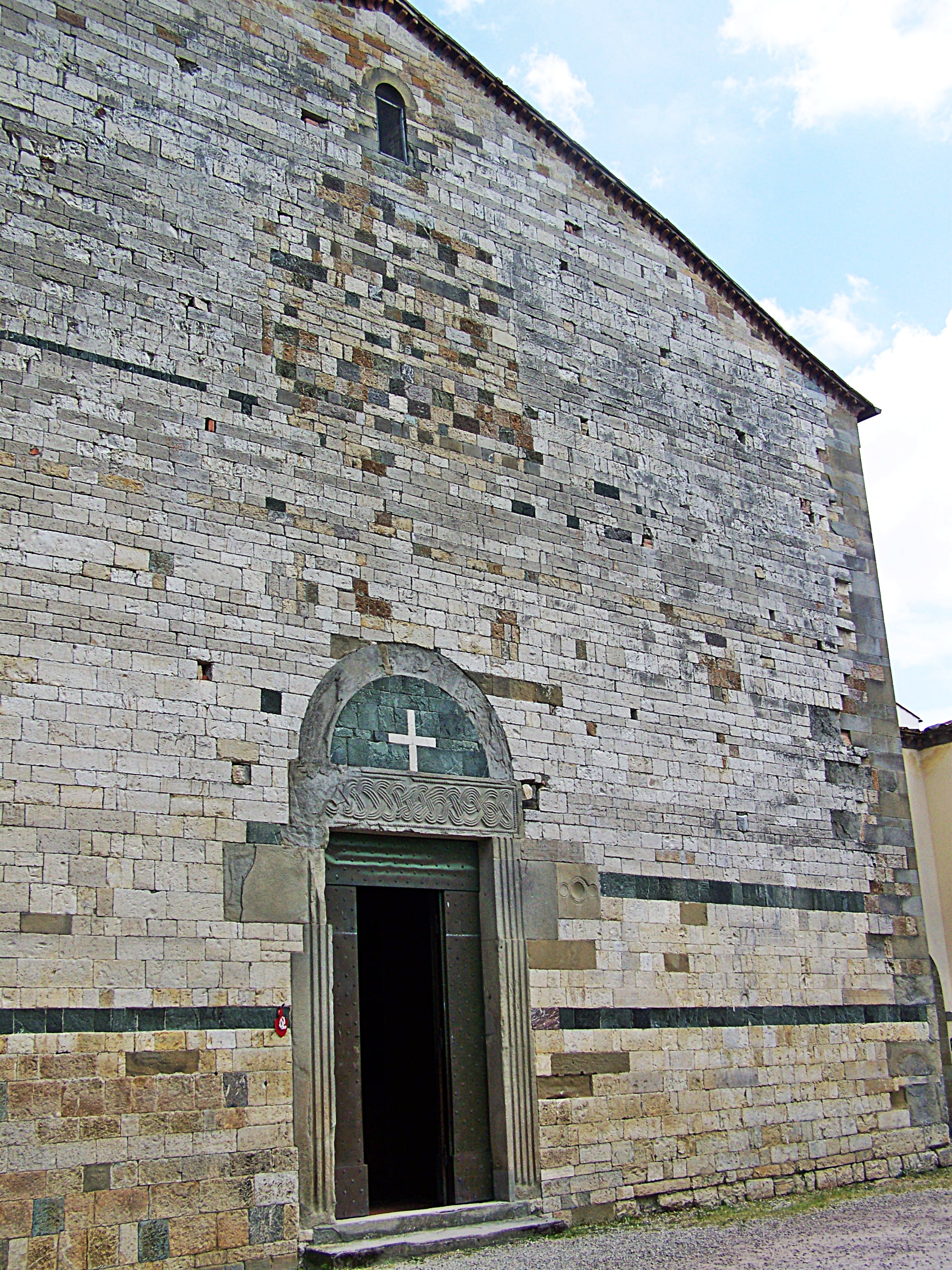
Facciata
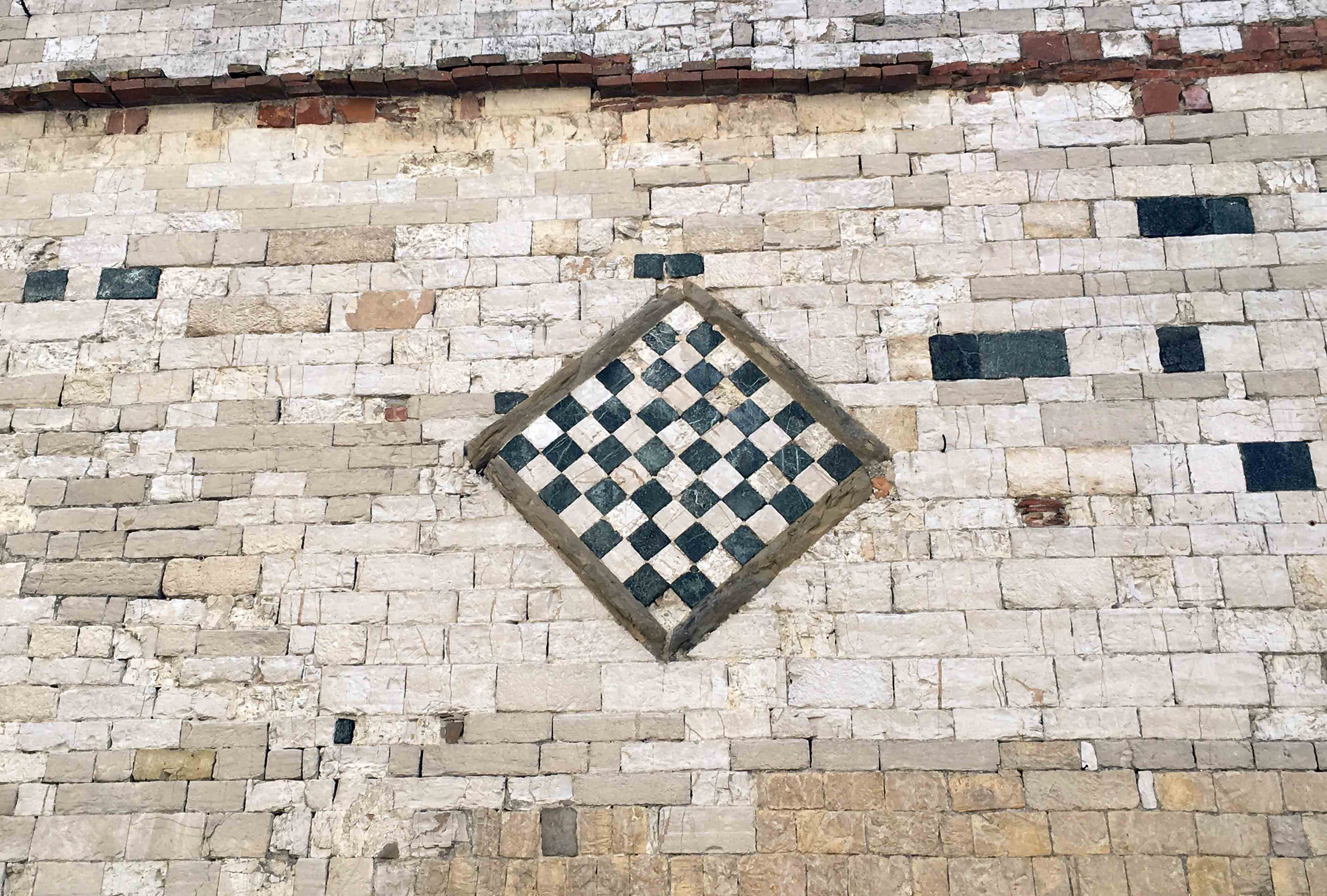
Scacchiera
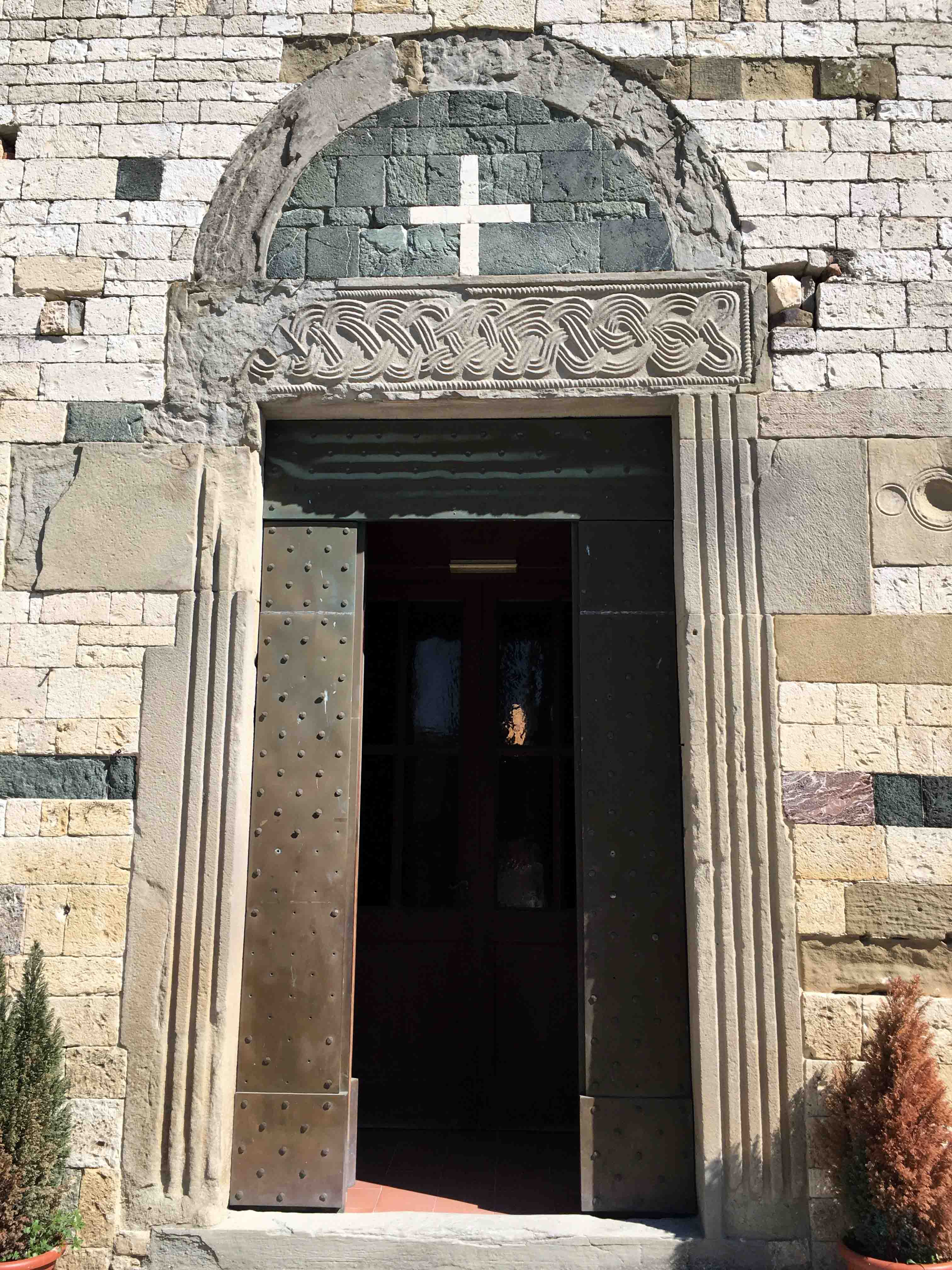
portale d'accesso
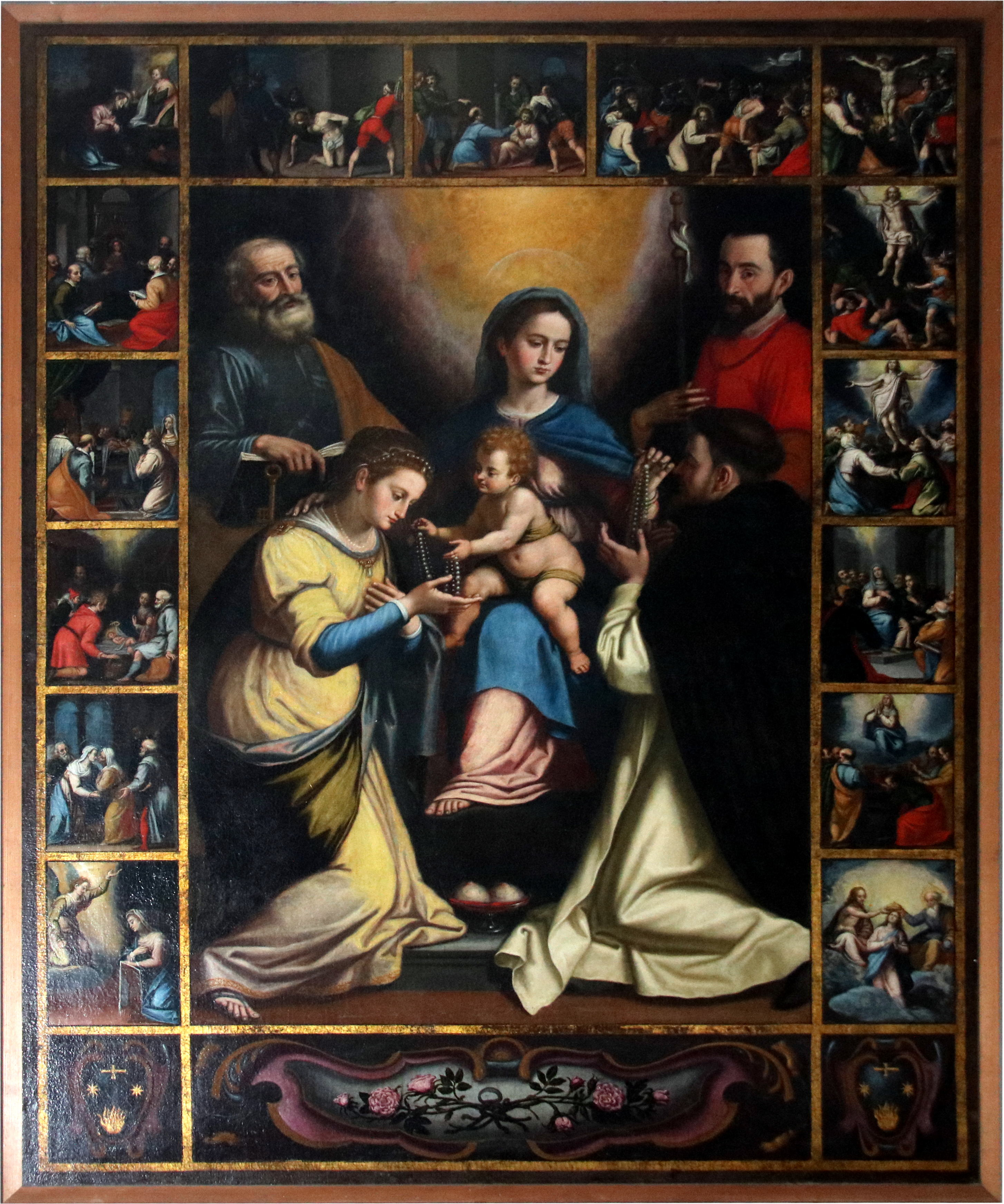
Altare del Santo Rosario (Simone Sacchettini)
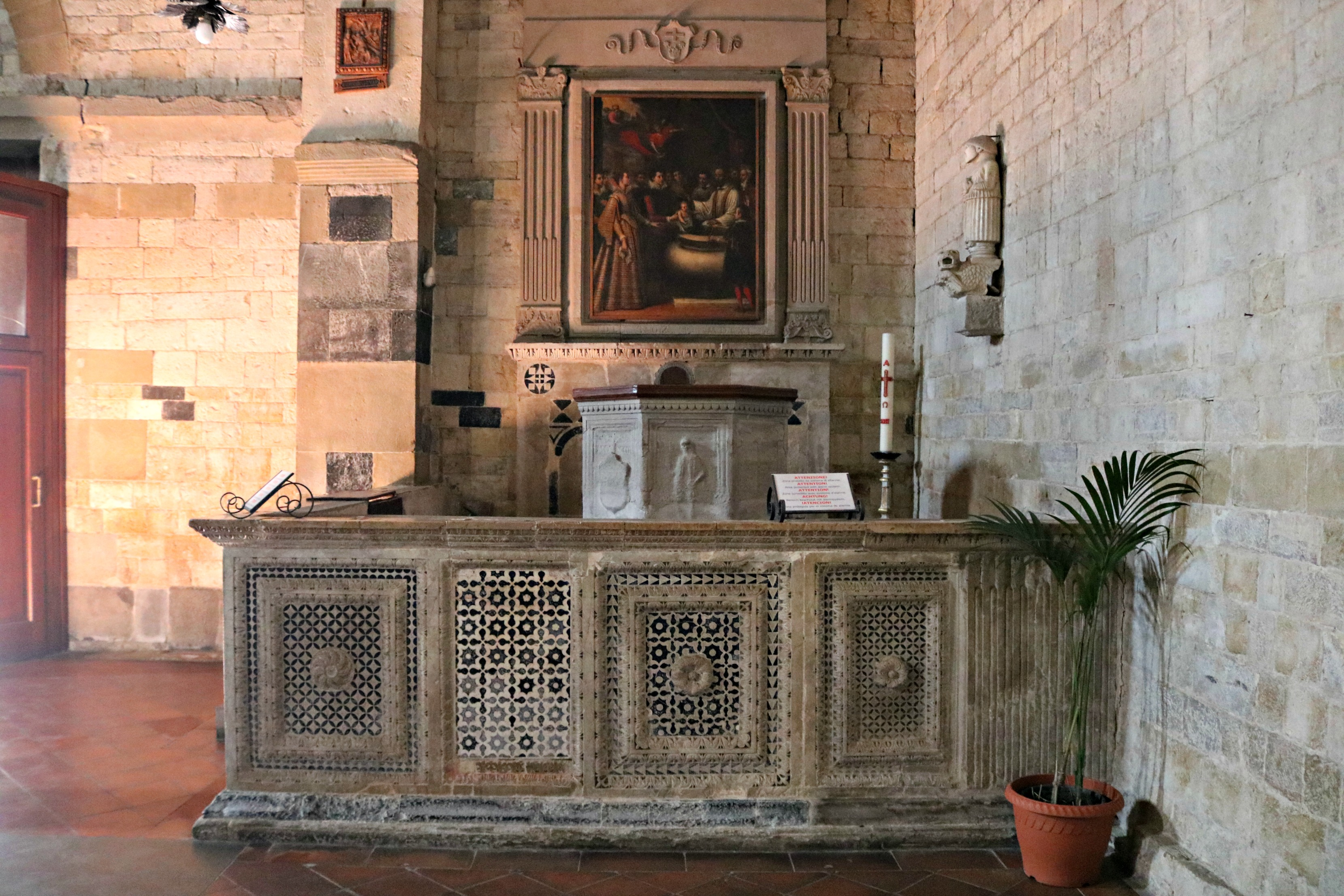
Battistero
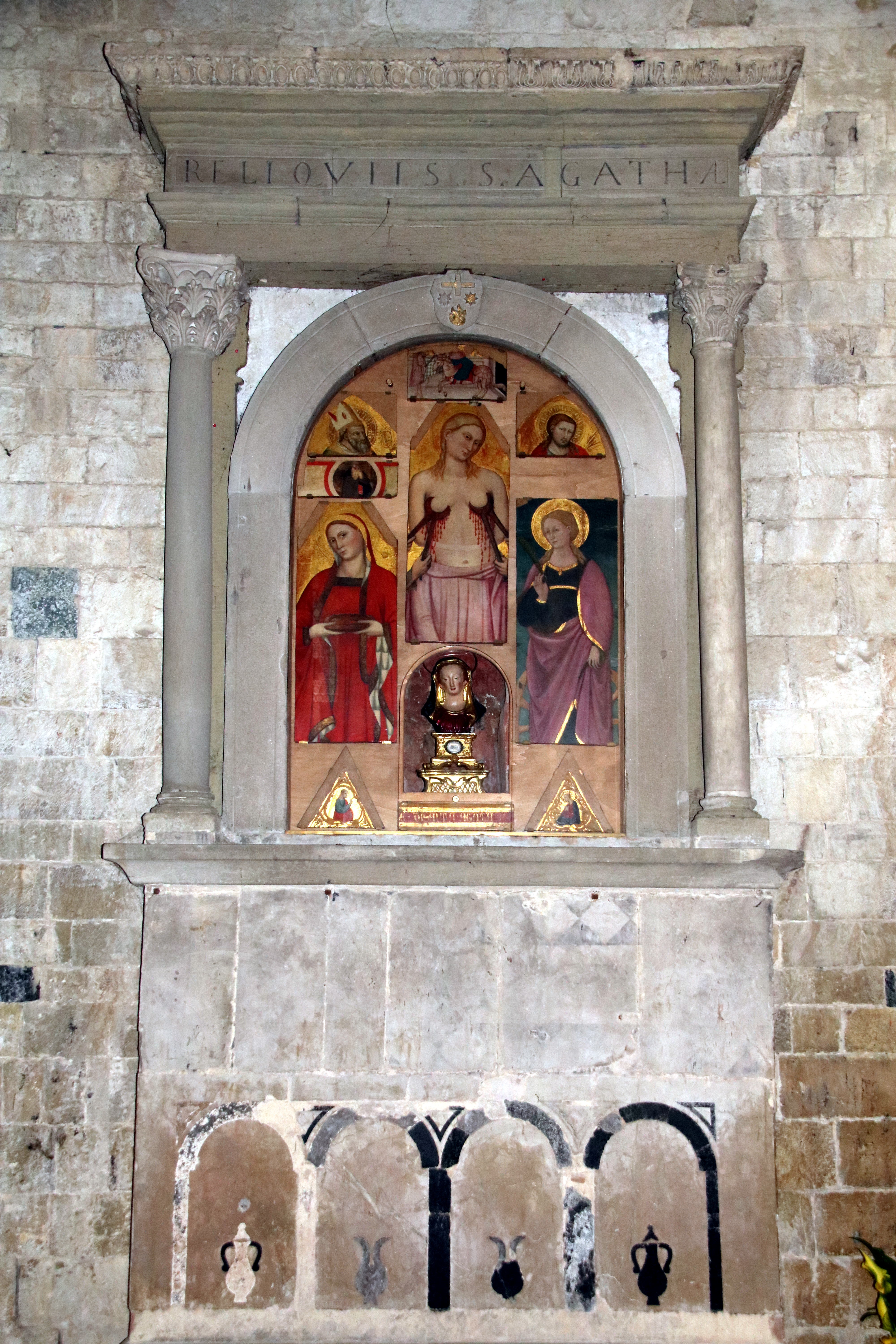
Reliquiario della santa (Tolomeo Niccolini)
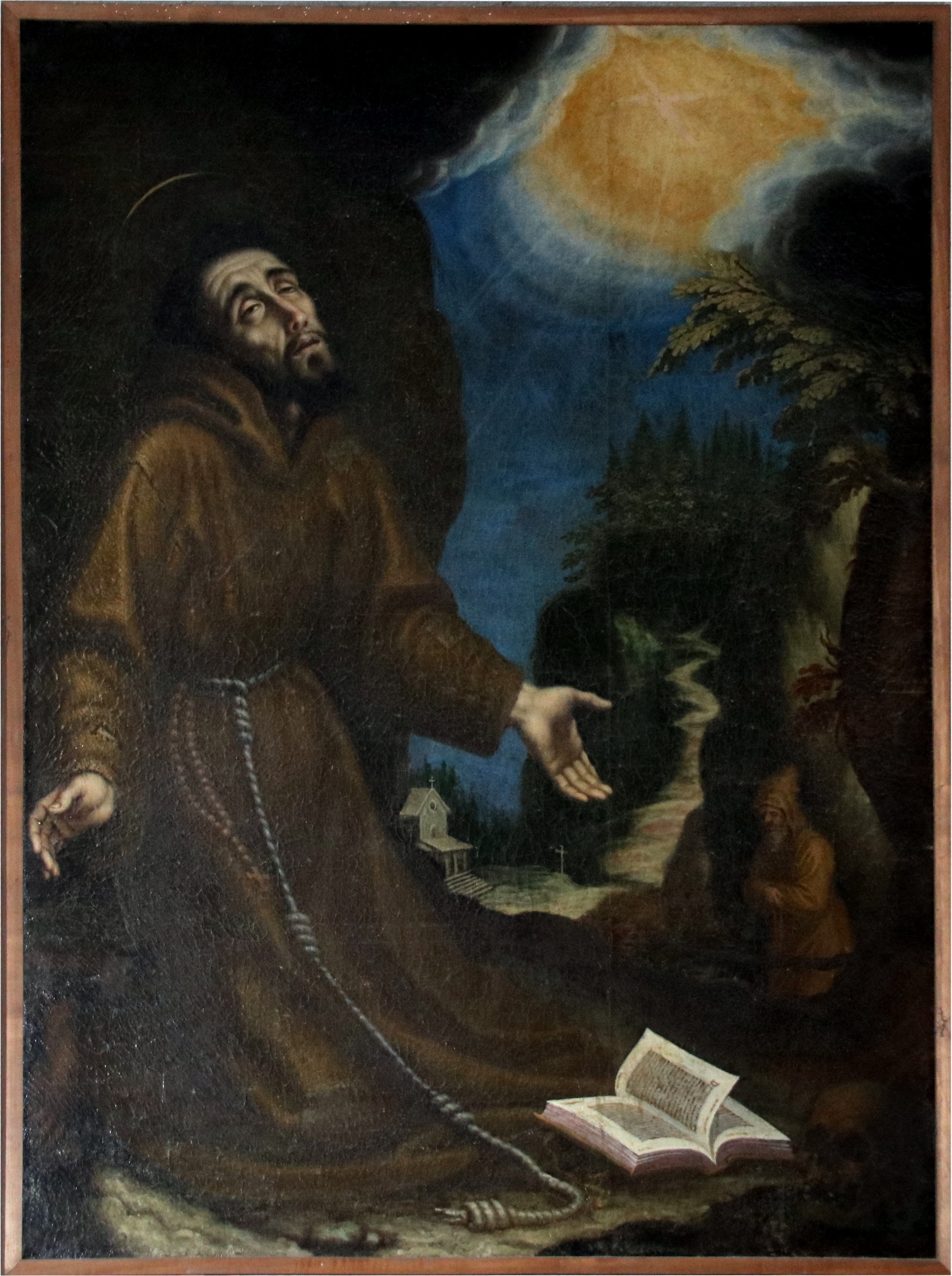
Altare di san Francesco
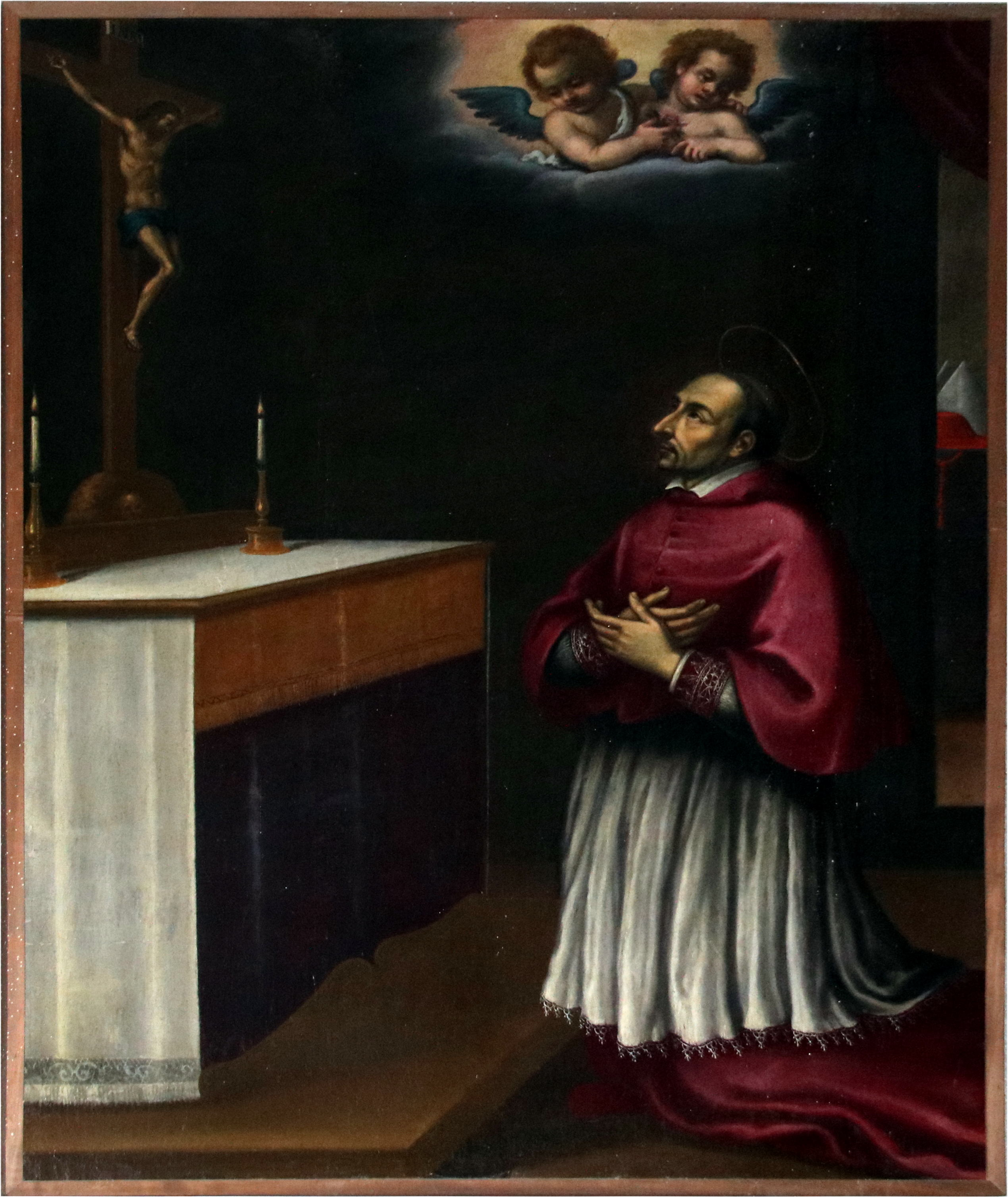
Altare di S. Carlo Borromeo (1616)
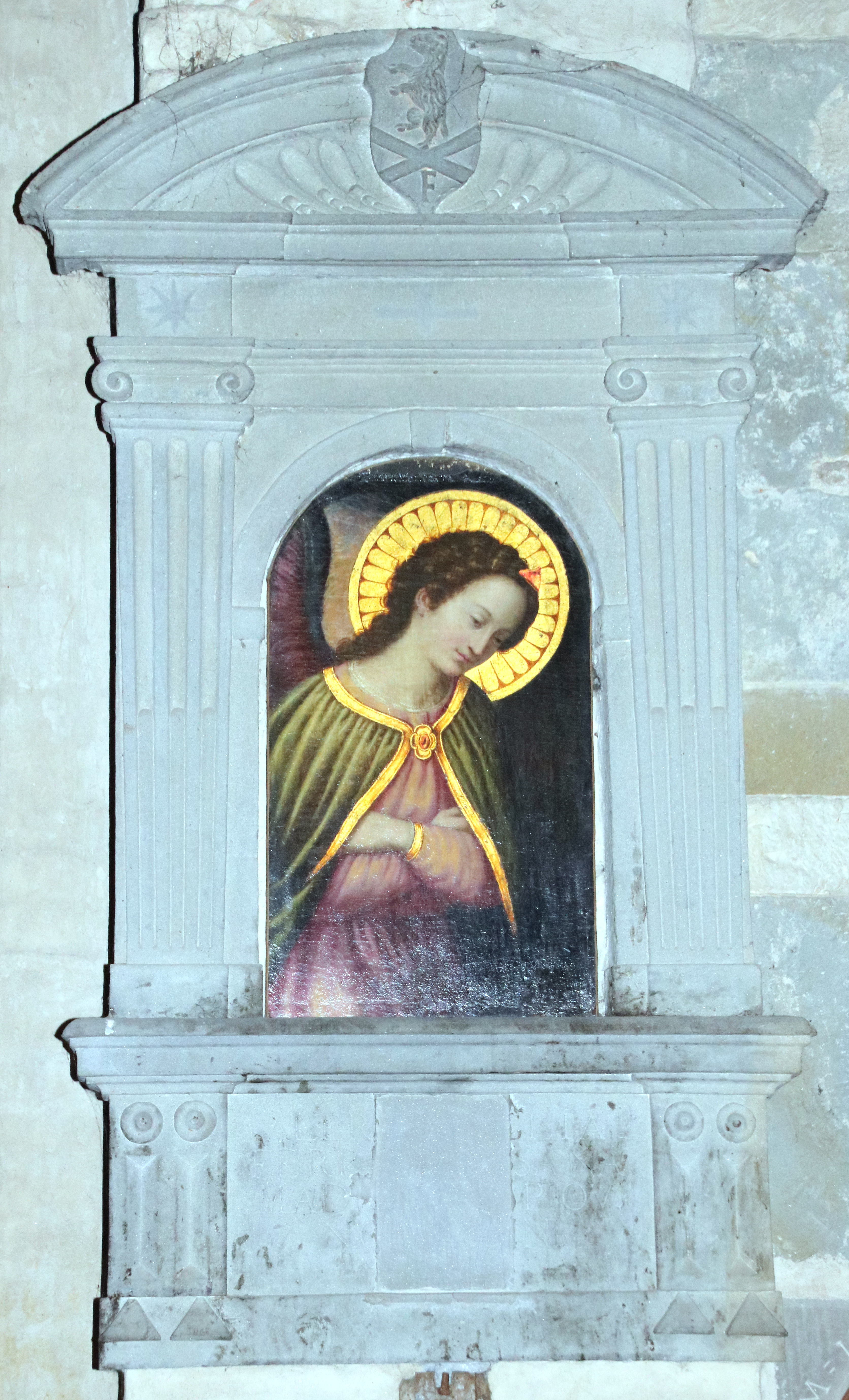
Angelo annunziante (Cristofano Allori)
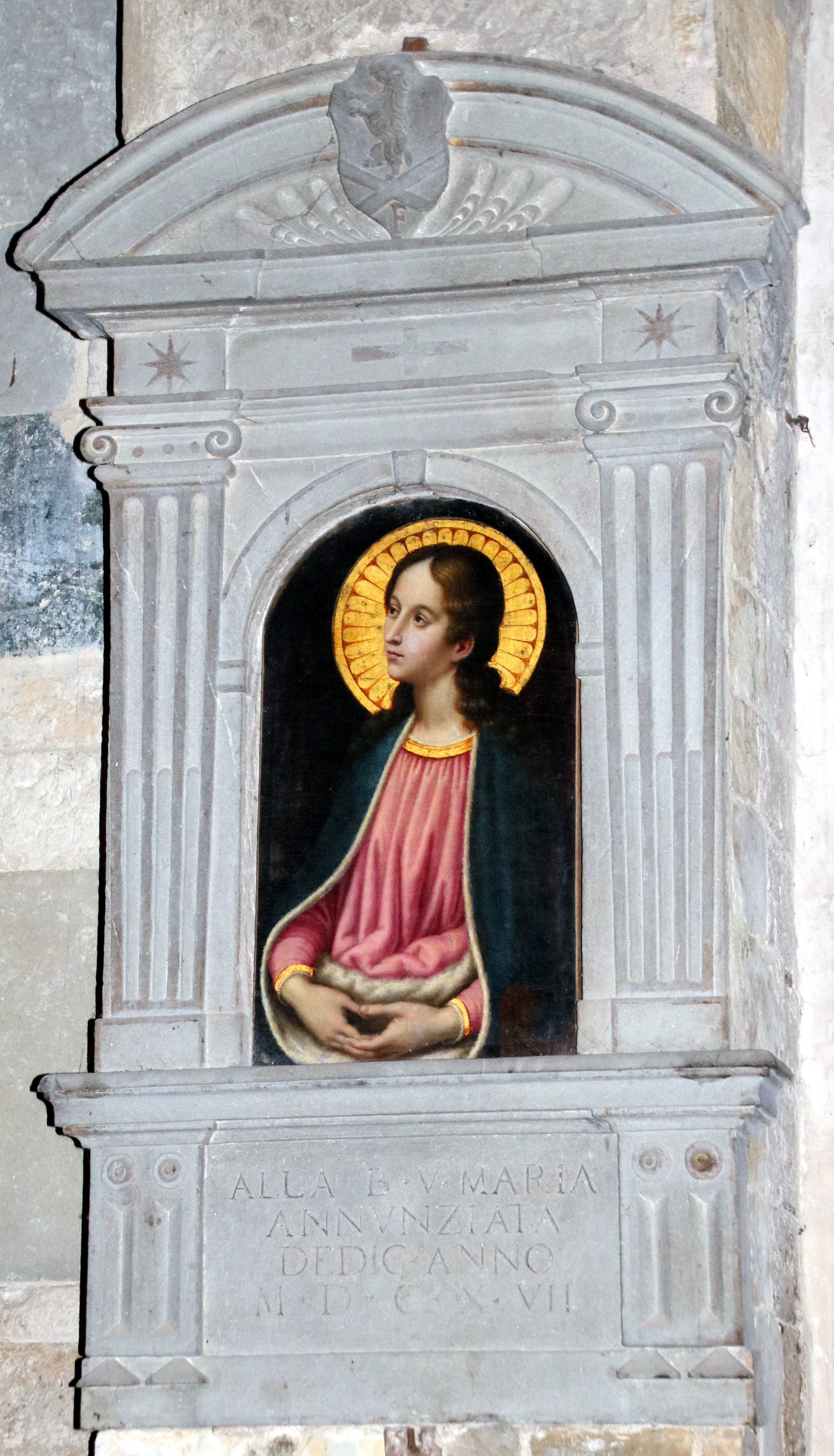
Vergine annunziata (Cristofano Allori)
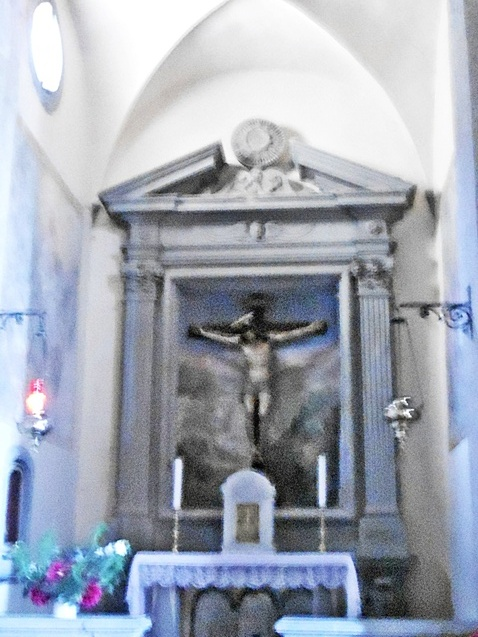
Cappella del Crocifisso
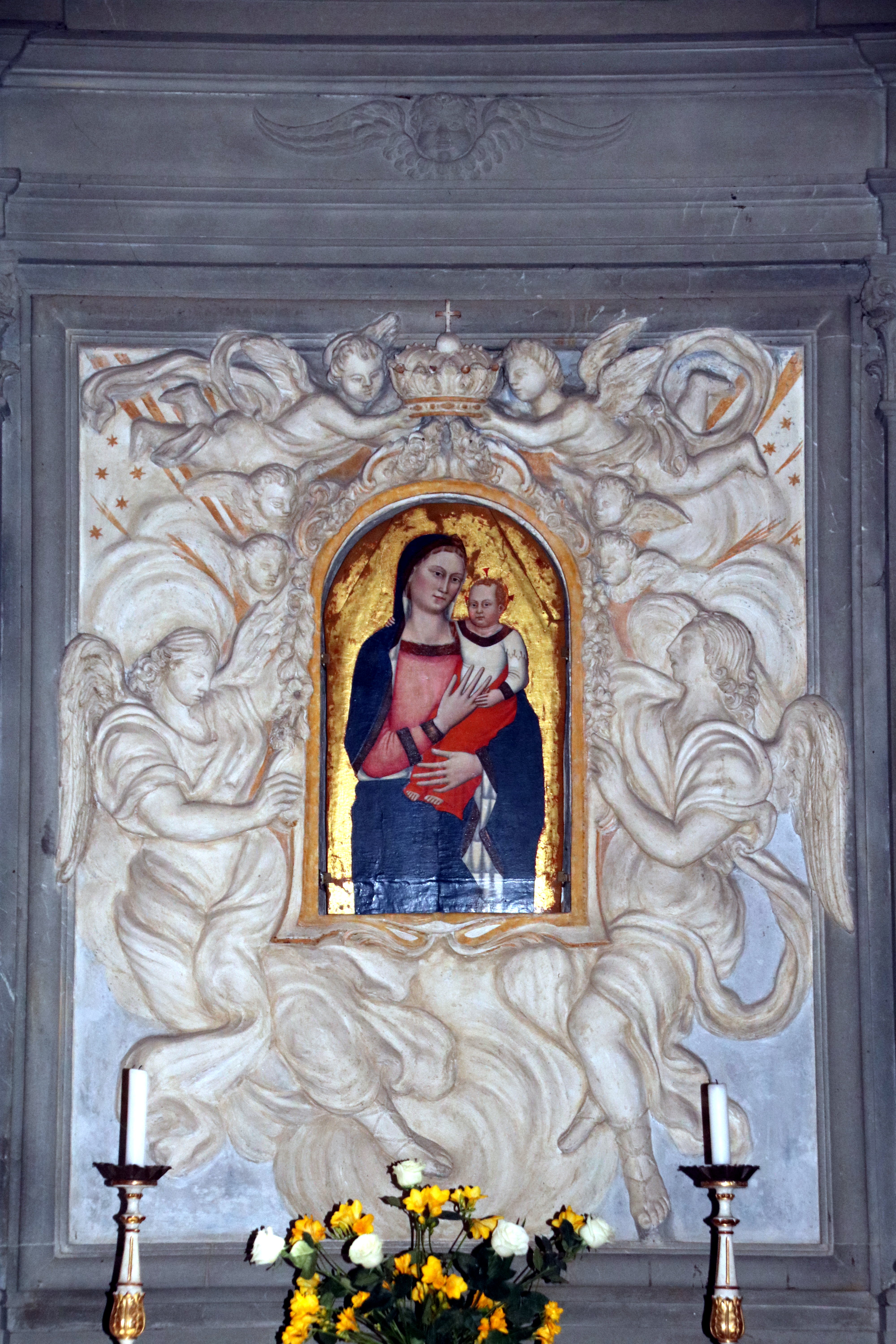
Madonna delle Grazie (Jacopo di Cione)